# Semaine critique !
Semaine critique ! est une émission télévisée culturelle et politique hebdomadaire française présentée par Franz-Olivier Giesbert et diffusée sur France 2 le vendredi soir à 23 h 00, à partir du 3 septembre 2010. Sa production s'arrête en juin 2011, la chaine justifiant des audiences insuffisantes. À la rentrée suivante, l’émission est remplacée par Avant-premières, présenté par Élizabeth Tchoungui, mais le mercredi.

## Formule
Semaine critique ! reçoit chaque semaine quatre invités, du monde politique (de tous bords, allant de Jean-Luc Mélenchon à Marine Le Pen), culturel (théâtre, cinéma, littérature) et médiatiques (personnalités en vues). Après une présentation des invités par Thibault Nolte, Franz-Olivier Giesbert commente leur actualité souvent littéraire et les différents chroniqueurs réagissent.

## La «bande»
Parmi la « bande » de F.-O.G, plusieurs participent chaque semaine, consécutivement ou non, à l'émission.
- David Abiker, journaliste radio
- Fabrice d'Almeida, historien
- Élisabeth Lévy, journaliste
- Adélaïde de Clermont-Tonnerre, écrivain
- Caroline Fourest[2], journaliste
- Marion Ruggieri, journaliste
- Nicolas Bedos, La semaine mythomane, chronique humoristique sur la semaine écoulée liée à l'actualité et aux invités présents sur le plateau.

### Remplacements
- Anne Fulda (29 avril et 6 mai 2011)